# Поляков, Вячеслав Иванович
Вячеслав Иванович Поляков (14 сентября 1941, Москва — 6 марта 2004, Москва) — советский футболист, вратарь.
Окончил школу московского «Локомотива»/ФШМ. Карьеру начинал в 1960 году в команде класса «Б» «Локомотив» Орёл. В 1961 году вернулся в московский клуб в качестве дублёра Владимира Маслаченко, сыграл в чемпионате шесть матчей, запомнился игрой без перчаток. 1962 год провёл в дублях московского и орловского «Локомотивов». Вернувшись в Москву, боролся за место в воротах с Виктором Туголуковым. Вместе с командой вылетел в класс «Б», но сразу же вернулся обратно. В 1967 году в команду пришли вратари Игорь Фролов и Вячеслав Шехов, и Поляков ушёл из клуба. Затем играл в классе «Б» и второй лиге за «Торпедо» Люберцы (1968—1969), «Метеор» Жуковский (1970), «Терек» Грозный (1970), «Локомотив» Оренбург (1971), «Автомобилист» Термез (1972—1973).
Провёл один матч за вторую сборную СССР — 1 сентября 1965 года в гостевой встрече против сборной ФРГ (0:3) пропустил три мяча.
Скончался в марта 2004 года в возрасте 62 лет.